# San Casimiro (paroisse civile)
Pour les articles homonymes, voir San Casimiro (homonymie).
San Casimiro est l'une des quatre paroisses civiles de la municipalité de San Casimiro, dans l'État d'Aragua au Venezuela. Sa capitale est San Casimiro de Güiripa.

## Géographie

### Démographie
Hormis sa capitale San Casimiro de Güiripa, la paroisse civile possède plusieurs localités :
- Bejucal
- Boca de Zuata
- Boca del Negro
- Cogollar
- El Chaparral
- El Cogedero
- El Limón
- El Loro
- El Rincón
- El Rodeo
- La Mesa
- Las Rosas
- Los Rastrajos
- Múcura
- Paso Morocho
- San Casimiro de Güiripa
- Toronguey
- Vallecito